# Tyron Zeuge
Tyron Zeuge (født 12. maj 1992 i Berlin i Tyskland) er en tysk professionel bokser, der har haft WBA (almindelig) supermellemvægtstitlen fra 2016 til 2018.

## Professionelle karriere
Den 25. januar 2014 besejrede Zeuge George Beroshvili ved en 10. omganges enstemmig afgørelse og vandt WBO-ungdoms-titlen i supermellemvægt.
Den 5. april 2014 besejrede Zeuge Gheorghe Sabau ved en 9. omgangs teknisk knockout og forsvarede dermed WBO-ungdoms-titlen.
Den 16. august 2014 besejrede Zeuge Baker Barakat ved en 9. omgangs teknisk knockout og vandt IBF internationale supermellemvægts-titel.
Han blev WBA-verdensmester da han besejrede den italienske forsvarende mester Giovanni De Carolis på teknisk knockout i 12. omgang den 5. november 2016 i MBS Arena, Potsdam i Tyskland.
Han forsvarede bl.a. titlen i samme arena den 25. marts 2017 mod nigerske Isaac Ekpo og mod britiske Paul Smith den 17. juni 2017 i Wetzlar nord for Frankfurt i Tyskland.
Den 14. juli 2018 tabte Zeuge WBA-titlen til den engelske bokser Rocky Fielding.